# Star Wars: Battlefront (игра, 2015)
Star Wars: Battlefront — компьютерная игра-шутер по вселенной «Звёздных войн», разработанная студией EA DICE и выпущенная компанией Electronic Arts для Microsoft Windows, PlayStation 4 и Xbox One в 2015 году. Игра входит в серию Star Wars Battlefront и является перезапуском этой серии. Battlefront получила смешанные отзывы критиков: они высоко отмечали графику игры и верность эстетике «Звёздных войн», хотя и отмечали, что игрокам на момент выпуска доступно лишь небольшое количество контента, и осуждали систему платных сезонных абонементов. Игра добилась значительного коммерческого успеха — по всему миру было продано свыше 14 миллионов копий. В 2017 году было выпущено продолжение — Star Wars: Battlefront II.

## Игровой процесс
Игровой процесс в основном состоит из сражений, в которых можно играть на стороне войск повстанцев или Империи, либо проходить испытания, основанные на сюжетах фильмов. В игре возможно играть в одиночку или в многопользовательских режимах, поддерживающих до 40 игроков, по сети или с друзьями за одним экраном. Существует возможность поучаствовать в самых главных битвах галактики — за Хот, Эндор, Татуин и другие легендарные планеты. Есть возможность сражаться на ещё неисследованной планете Салласт. Один из главных плюсов игры — управление разнообразной боевой техникой, вроде юрких спидеров и громадных шагоходов АТ-АТ. Существует возможность сыграть за самых известных персонажей вселенной Звёздных Войн, среди которых: Дарт Вейдер, Люк Скайуокер, Боба Фетт. Главным нововведением в серии является плавное переключение между видами от 1-го и от 3-го лица.

## Разработка
11 июня 2013 года на конференции Electronic Arts на Electronic Entertainment Expo 2013 была анонсирована новая Star Wars Battlefront. Разработкой игры на движке Frostbite 3 занялась Шведская EA DICE. На E3 2015 был показан геймплейный трейлер игры в режиме «Атака Шагохода» на карте «Битва за Хот», позднее — трейлер режима «Эскадрильи» над планетой Салласт.

## Дополнения к игре
17 апреля 2015 года EA анонсировало первое скачиваемое дополнение для «Star Wars Battlefront», называемое «Битва за Джакку». Дополнение стало доступным с 8 декабря 2015 года, приблизительно за неделю до мировой премьеры фильма «Звёздные войны: Пробуждение силы».
Вместе с игрой в App Store и Google Play вышло сопутствующее приложение «Battlefront». В него вошла карточная игра «Base Command», очки, заработанные в которой используются для разблокировки контента в «Battlefront». Впервые приложение можно было опробовать во время бета-теста в октябре 2015 года.
12 октября 2015 года EA объявило о выходе четырёх более крупных DLC, а также сезонного пропуска стоимостью $50, который позволит получить ранний доступ ко всем расширениям и дополнениям. Первое из дополнений «Внешнее кольцо» вышло 22 марта 2016 года, второе дополнение «Беспин» вышло 21 июня 2016 года.
Кроме того, в течение лета 2016 года в игру были добавлены небольшие бесплатные скачиваемые дополнения и несколько специальных событий. Среди них, например, контракты от Хатта с новым оружием, награды за вход в игру и возможность посмотреть на Беспин, не покупая соответствующее дополнение.
21 июля 2016 года EA объявило о выпуске нового режима «Стычка». Режим был введён по просьбам игроков предпочитающих играть без подключения к Сети. В режиме существуют два вида матчей с ботами («Атака шагоходов» и «Эскадра») на различных уровнях сложности. В режиме поддерживается одиночная игра, игра с другом по сети и в виде разделённого экрана (только на консолях).
19 сентября 2016 года вышло третье дополнение «Звезда Смерти», которое добавило новый режим сражений в открытом космосе.
16 июня 2016 года на Star Wars Celebration Europe, EA объявило о выходе четвёртого дополнения для игры под названием «Изгой: Скариф» и посвящённому выходу нового фильма по вселенной Звёздных войн Изгой-один. Дополнение вышло 6 декабря 2016 года.
6 декабря 2016 года на официальной странице игры было объявлено о выходе бесплатного дополнения «Изгой-один: Крестокрыл в VR» эксклюзивно для владельцев PlayStation 4. Дополнительная миссия разработана специально для шлема виртуальной реальности PlayStation VR, чтобы позволить игрокам ощутить себя пилотом истребителя X-wing.

## Отзывы и продажи
| Сводный рейтинг       | Сводный рейтинг                           |
| Агрегатор             | Оценка                                    |
| --------------------- | ----------------------------------------- |
| GameRankings          | (PS4) 74,31 % (XONE) 73,47 % (PC) 66,00 % |
| Metacritic            | (XONE) 75/100 (PS4) 72/100 (PC) 72/100    |
| Иноязычные издания    |                                           |
| Издание               | Оценка                                    |
| Destructoid           | 6/10                                      |
| EGM                   | 7/10                                      |
| Game Informer         | 7,5/10                                    |
| GameRevolution        | [ 14 ]                                    |
| GameSpot              | 7/10                                      |
| GamesRadar+           | [ 16 ]                                    |
| GameTrailers          | 8,1/10                                    |
| IGN                   | 8/10                                      |
| PC Gamer (US)         | 72/100                                    |
| VideoGamer            | 7/10                                      |
| Русскоязычные издания |                                           |
| Издание               | Оценка                                    |
| «Игромания»           | 8/10                                      |
| Kanobu.ru             | 8/10                                      |
| Gmbox.ru              | 8/10                                      |
| Playground.ru         | 5/10                                      |

В мае 2016 года EA сообщила в своем годовом отчёте, что продажи игры на всех платформах и по всему миру в сумме достигли 14 миллионов копий.